# Likouala-Mossaka
Pour les articles homonymes, voir Mossaka (homonymie).
 (janvier 2015).
Si vous disposez d'ouvrages ou d'articles de référence ou si vous connaissez des sites web de qualité traitant du thème abordé ici, merci de compléter l'article en donnant les références utiles à sa vérifiabilité et en les liant à la section « Notes et références ».
Pour les articles homonymes, voir Likouala.
La Likouala-Mossaka est une rivière de la république du Congo, affluent du fleuve Congo, dont le bassin recouvre une grande partie du département de la Likouala et de la Cuvette.